# Joker Out
A Joker Out egy szlovén együttes, amely 2016-ban alakult Ljubljanában. Ők képviselték Szlovéniát a 2023-as Eurovíziós Dalfesztiválon Liverpoolban a Carpe Diem című dalukkal, ahol a huszonegyedik helyen végeztek.

## Történet
A zenekar 2016 májusában alakult, az Apokalipsa együttes feloszlása után, amelyben Bojan Cvjetićanin, Martin Jurkovič, Matic Kovačič és Luka Škerlep játszott. Közülük Bojan, Martin és Matic csatlakozott a Bouržuazija együttes két tagjához, Kris Guštinhoz és Jan Petehhez, így született meg a Joker Out. Első kislemezüket novemberben adták ki Kot srce ki kri poganja címmel, amelyhez első videójukat is felvették. Következő kislemezük, a Gola, 2019-ben jelent meg, amelyben először dolgoztak együtt Žaret Pak producerrel. Előtte körülbelül 8 hónapos szünetet tartottak, ami annak a következménye, hogy Cvjetićanin ki akart próbálni egy szólókarrier, de végül úgy találta, hogy a csoportban való munka jobban megfelel neki. 2019 novemberében volt az első teljesen önálló koncertjük, a ljubljanai várban. Első stúdióalbumuk, az Umazane misli 2021 októberében jelent meg. Eredetileg 2020 áprilisára tervezték a bemutatását, de a koronavírus-járvány miatt többször is elhalasztották. Két egymást követő koncerten mutatták be 2021. október 20-án és 21-én, a jegyek mindkettőre már 2020-ban elkeltek. A második koncertet az RTVSLO rögzítette. Ebben a két évben két aranyfurulya-díjat szereztek: 2020-ban az év újoncai, 2021-ben pedig az év előadói díjat szerezték meg.
2022. december 8-án vált hivatalossá, hogy a Radiotelevizija Slovenija (RTVSLO) bejelentette, hogy az együttest választották ki, hogy képviselje Szlovéniát a következő Eurovíziós Dalfesztiválon. Versenydaluk 2023. február 4-én jelent meg, amit egy erre az alkalomra megrendezett dalbemutató műsorban adtak elő először.

## Tagok
- Bojan Cvjetićanin – vokál
- Jan Peteh – gitár
- Jure Maček – dob
- Kris Guštin – gitár
- Nace Jordan – basszusgitár

### Korábbi tagok
- Matic Kovačič – dob
- Martin Jurkovič – basszusgitár

## Diszkográfia

### Stúdióalbumok
- Umazane misli (2021)
- Demoni (2022)

### Kislemezek
- Omamljeno teno (2017)
- Gola (2019)
- Vem da greš (2020)
- Umazane misli (2020)
- A sem ti povedal (2021)
- Katrina (2022)
- Carpe Diem (2023)
- Sunny Side Of London (2023)

### Közreműködések
- New Wave (Elvis Costello, 2023)